# تروسكافيتس
تروسكافيتس هي مدينة من مدن أوكرانيا. يبلغ عدد سكانها 29,516 نسمة وذلك حسب إحصائيات سنة 2013. تبلغ مساحتها 8 كم².

## توأمة
لتروسكافيتس اتفاقيات توأمة مع:
- برزيميسل

## وصلات خارجية
- الموقع الرسمي